# Tatjana Nikolajewna Glebowa
Tatjana Nikolajewna Glebowa (russisch Татьяна Николаевна Глебова; * 28. Märzjul. / 10. April 1900greg. in St. Petersburg; † 4. März 1985 in Petrodworez) war eine russisch-sowjetische Malerin, Grafikerin und Illustratorin.

## Leben
Die Adelsfamilie Glebow führte sich auf den legendären schwedischen Ritter Oblaginja des 14. Jahrhunderts zurück. Glebowas Vater war der Politiker und Unternehmer Nikolai Nikolajewitsch Glebow. Die Dichterin Anna Barykowa war ihre Großmutter. Ihr Onkel war der Ingenieur und Unternehmer Andrei Nikolajewitsch Glebow.
Glebowa besuchte das St. Petersburger Mädchengymnasium der Marija Nikolajewna Stojunina (Frau des Pädagogen und Publizisten Wladimir Jakowlewitsch Stojunin). Nach der Oktoberrevolution lebte Glebowa mit ihrer Familie 1918–1921 auf dem Landgut Korotnewo (Andreizewo) bei Mologa (an der Mündung der Mologa in die Wolga) in der Oblast Jaroslawl, das später im Rybinsker Stausee untergegangen ist. Sie studierte an der Rybinsker Musikhochschule.
Im Herbst 1921 kehrte Glebowa nach Petrograd zurück und studierte am Petrograder Konservatorium. Dort lernte sie die Musikerin Marija Judina und den Musiker Isai Braudo kennen, mit denen sie eine langjährige Freundschaft verband. 1922 verließ sie das Konservatorium und arbeitete in der Staatlichen Lomonossow-Porzellanmanufaktur. 1924 studierte sie bei A. I. Sawinow in dessen Privatatelier.
1925 wechselte Glebowa in die Werkstatt Pawel Filonows und wurde dessen Schülerin. 1927 entstand der Verein Meister der analytischen Kunst (MAI) der Filonow-Schüler und -Freunde, mit dem zusammen Glebowa unter der Führung Filonows die künstlerische Gestaltung des Hauses der Presse in Leningrad durchführte. Jeweils zu zweit wurden einzelne Gemälde für eine Ausstellung erstellt. So schufen Glebowa und Alisa Poret ein Wandbild, auf dessen Leinwand Porets rechter Streifen Bettler und Obdachlose und Glebowas linker Streifen Das Gefängnis darstellte. Diese MAI-Ausstellung war ein großer Erfolg. Glebowas Das Gefängnis befindet sich im Madrider Museo Thyssen-Bornemisza, während Porets Bettler und Obdachlose in Privatbesitz ist. Glebowa arbeitete immer nach Filonows analytischer Methode, ohne ihre Individualität aufzugeben.
1926 begann Glebowa Kinderbücher für Leningrader und Moskauer Verlage, insbesondere für DetGis, zu illustrieren. Zusammen mit Poret gestaltete sie etwa 16 Bücher. Auch arbeiteten sie für die Kinderzeitschriften Igel und Zeisig. Glebowa war mit den Dichtern Alexander Wwedenski und Daniil Charms von 1927 bis zu deren Verhaftung nach dem Kriegsanfang 1941 befreundet. Sie illustrierte Charms Gedichte und Bücher und schuf sein Porträt in den 1930er Jahren. 1929–1932 illustrierte sie mit Poret vier Bücher von Wwedenski. 1931 nahm der Fotograf Pawel Mokijewski eine Reihe von Foto-Bildern auf. Charms beteiligte sich nur an dem einen Bild Ungleiche Ehen mit zwei Fotos mit Glebowa und zwei Fotos mit Poret.
1931 gestaltete Glebowa das Bühnenbild für Die Meistersinger von Nürnberg von Richard Wagner im Kleinen Operntheater. Auch danach arbeitete sie künstlerisch für Theater und Kino bis 1943. 1931 malten Poret und Glebowa das Haus im Profil (auch Profil unseres Hauses), das von Filonow hoch geschätzt wurde. Als nach dem Kriege Poret 1945 von Leningrad nach Moskau übersiedelte, trennte sie ihren Teil des Bildes Haus im Profil ab und nahm ihn mit. Der Verbleib dieses Teils ist unbekannt. Glebowas Teil des Bildes gaben die Erben 1989 an das Kunstmuseum Jaroslawl.
1932 übernahmen Glebowa und Poret mit ihren MAI-Kollegen die künstlerische Gestaltung des Buches Kalevala, das 1933 im Leningrader Academia-Verlag erschien. 1932–1933 beteiligte sich Glebowa an der Ausstellung Künstler nach 15 Jahren der RSFSR im Russischen Museum in Leningrad und in der Tretjakow-Galerie in Moskau. 1934 endete die Zusammenarbeit mit Poret.
1941 bei Kriegsbeginn blieb Glebowa in Leningrad und erlebte den ersten Blockadewinter. Sie führte Tagebuch und arbeitete künstlerisch jeden Tag. Im Dezember 1941 begrub sie ihren Vater und ihren Lehrer Filonow. Im Sommer 1942 wurde sie nach Alma-Ata evakuiert zusammen mit ihrer Mutter, die dort starb. Glebowa arbeitete viel und beteiligte sich an Ausstellungen. Sie heiratete den Künstler und Malewitsch-Schüler Wladimir Sterligow, mit dem sie Ende 1945 nach Leningrad zurückkehrte.
In den 1950er Jahren malte Glebowa viele Bilder, die aber selten ausgestellt waren. Befreundet war sie in diesen Jahren mit Wera (Traugott) Janowa, Benedikt Liwschiz, J. S. Druskin und Wsewolod Petrow. Zusammen mit ihrem Mann schuf sie Bilder in desser neuer Bildsprache. 1963–1966 waren sie das Zentrum der Altpeterhofer Schule aus Künstlern und Gleichgesinnten. 1968 nach langjährigen Bemühungen eröffneten Glebowa, Sterligow und Pawel Salzman die erste Filonow-Ausstellung in Leningrad nach dem Kriege. Dazu schrieb Glebowa ihre Erinnerungen an ihren Lehrer: „Wie wir bei Filonow studierten“. Es folgten ihre Erinnerungen an Marija Judina (1973), Anna Achmatowa (1975) und Daniil Charms (1975–1976). Seit 1971 führte sie mit ihrem Mann und auch nach dessen Tod 1973 in ihrem Atelier Quartiersausstellungen durch. Während ihrer letzten Jahrzehnte nahmen ihre Werke eine mystisch-religiöse Thematik auf.
Glebowas Werke befinden sich im Russischen Museum in St. Petersburg, in der Tretjakow-Galerie in Moskau, im St. Petersburger Historischen Museum, im Moskauer Puschkin-Museum und im Museum der Organischen Kultur im Kreml von Kolomna.